# Биела-Рудина
Биела-Рудина (серб. Бијела Рудина / Bijela Rudina) — село в общине Билеча Республики Сербской Боснии и Герцеговины. Население составляет 98 человек по переписи 2013 года.